# Przemysław Sadura
Przemysław Sadura (ur. 1977 w Szydłowcu) – polski socjolog, doktor habilitowany nauk społecznych, nauczyciel akademicki Uniwersytetu Warszawskiego, specjalność naukowa: socjologia polityki.

## Życiorys
Przemysław Sadura w 2001 ukończył studia socjologiczne na Wydziale Filozofii i Socjologii Uniwersytetu Warszawskiego. W 2008 na podstawie napisanej pod kierunkiem Jacka Raciborskiego rozprawy pt. Upadek komunizmu w Europie Środkowo-Wschodniej w perspektywie teorii rewolucji uzyskał w Instytucie Socjologii Wydziału Filozofii i Socjologii Uniwersytetu Warszawskiego stopień naukowy doktora nauk humanistycznych (dyscyplina: socjologia, specjalność: socjologia polityki). Na tym samym wydziale na podstawie dorobku naukowego oraz pracy pt. Państwo, szkoła, klasy nadano mu w 2018 stopień doktora habilitowanego nauk społecznych w dyscyplinie socjologia.
Został adiunktem w Instytucie Socjologii Wydziału Filozofii i Socjologii Uniwersytetu Warszawskiego.
Członek zespołu Krytyki Politycznej.